# Magnanville
Magnanville là một xã của Pháp. Xã này nằm ở tỉnh Yvelines gần Mantes-la-Jolie, có cự ly 60 km về phía tây của Paris. 
Người dân địa phương trong tiếng Pháp gọi là Magnanvillois.

## Địa lý
Các xã giáp ranh là: Mantes-la-Ville về phía đông bắc, d'Auffreville-Brasseuil về phía đông nam, Soindres về phía nam và Buchelay về phía tây bắc.